# Warner Bros. Polska
Warner Bros. Polska, właśc. Warner Bros. Entertainment Polska – polski oddział amerykańskiego przedsiębiorstwa rozrywkowego Warner Bros., założony 7 lutego 1994. Wchodzi w skład TVN Warner Bros. Discovery, polskiego oddziału koncernu Warner Bros. Discovery, którego częścią jest Warner Bros. Jego działalność obejmuje dystrybucję filmową, głównie zagranicznych produkcji z portfolio Warner Bros., a także produkcję lokalną. Do 2007 przedsiębiorstwo zajmowało się także dystrybucją na domowych nośnikach wideo.

## Geneza
Amerykańska wytwórnia filmowa Warner Bros. Pictures została założona 4 kwietnia 1923 przez braci Warnerów: Harry’ego, Alberta i Jacka, urodzonych w Krasnosielcu w Królestwie Polskim (współcześnie na terenie Polski) w żydowskiej rodzinie. W 1955 spółka Warner Bros. stworzyła wytwórnię telewizyjną, Warner Bros. Television. W 1966 Warner Bros. został sprzedany wytwórni Seven Arts Productions, a w wyniku fuzji powstało przedsiębiorstwo Warner Bros.-Seven Arts. W 1969 Warner Bros.-Seven Arts został sprzedany konglomeratowi Kinney National Company, w wyniku czego powrócił do nazwy Warner Bros.
W 1972 z aktywów Kinney National Company w przemyśle rozrywkowym, w tym Warner Bros., została wydzielona nowa spółka, Warner Communications. W 1989 dokonała ona fuzji z koncernem medialnym Time Inc., w wyniku której powstało przedsiębiorstwo Time Warner. W 2000 Time Warner został kupiony przez AOL, a połączona spółka została nazwana AOL Time Warner, jednak w 2003 powróciła do poprzedniej nazwy. W 2008 do Warner Bros. została wcielona wytwórnia New Line Cinema, również należąca do Time Warner.
W 2018 Time Warner został kupiony przez przedsiębiorstwo telekomunikacyjne AT&T, w wyniku czego zmienił nazwę na WarnerMedia. W 2019, w wyniku reorganizacji koncernu, do Warner Bros. zostały włączone jego aktywa: Cartoon Network, Adult Swim, Boomerang, Otter Media i Turner Classic Movies (TCM). W 2022 koncern WarnerMedia został wydzielony z AT&T i dokonał fuzji z przedsiębiorstwem telewizyjnym Discovery, w wyniku której powstała spółka Warner Bros. Discovery (WBD).

### Warner Bros. w Polsce
W latach 30. w Warszawie przy alejach Jerozolimskich zostało otwarte polskie biuro Warner Bros. i podlegającej jej firmy dystrybucyjnej First National Pictures. Spółka dystrybuowała filmy wytwórni i wydawała periodyk „Warner Bros Donosi”, informujących o najnowszych tytułach.
Po II wojnie światowej Centrala Rozpowszechniania Filmów posiadała prawa do dystrybucji filmowej jako jedyny organ w Polskiej Rzeczypospolitej Ludowej. W 1988 ITI Home Video został wydawcą filmów Warner Bros. na kasetach VHS w Polsce, z czego pierwszym opublikowanym  tytułem był Łowca androidów. W 1990 siostrzana spółka ITI Cinema rozpoczęła dystrybucję kinową produkcji wytwórni. W 1992 dystrybucję kinową przejęło przedsiębiorstwo Solopan, jednak w 1994 Warner Bros. wypowiedział umowę.

## Historia
Polski oddział Warner Bros. powstał 7 lutego 1994. Początkowo był podzielony na dwie jednostki:
- Warner Bros. Poland Dystrybucja Kinowa, oddział Warner Bros. Pictures, zajmujący się dystrybucją kinową,
- Warner Bros. Poland Dystrybucja Video, oddział Warner Home Video, zajmujący się dystrybucją na nośnikach domowych (VHS, a później DVD).

Pierwszym filmem dystrybuowanym na nośnikach wideo był Bodyguard (wydany 7 lutego 1994), zaś pierwszym w kinach Człowiek demolka (wydany 18 marca 1994). W przeciągu pierwszego roku działalności firma wydała 110 tytułów i sprzedała 450 tysięcy kaset VHS.
W 1999 Warner Bros. Polska po raz pierwszy współprodukował polski film, Operacja Samum. W latach 1999–2004 przedsiębiorstwo posiadało licencję na lokalną dystrybucję wideo od przedsiębiorstwa Columbia TriStar Home Entertainment. W 2002 nawiązało także współpracę z Telewizją Polską, w wyniku której wydało rok później na DVD cykl filmów Dekalog. W 2007 oddział wideo został zamknięty, a od 1 sierpnia 2007 nowym dystrybutorem produkcji z portfolio Warner Bros. na domowym wideo w Polsce zostało przedsiębiorstwo Galapagos.
W 2010 Warner Bros. Polska podpisał umowę z reżyserem Andrzejem Saramonowiczem, na mocy której miał współprodukować i dystrybuować dwa jego filmy. Ostatecznie ukazał się tylko jeden, Jak się pozbyć cellulitu. W 2019 Warner Bros. Polska ogłosił, że po raz pierwszy od 9 lat będzie dystrybuować lokalny film, Innych ludzi.
W 2022, w wyniku powstania Warner Bros. Discovery, Warner Bros. Polska wraz z pozostałymi polskimi aktywami WarnerMedia (HBO Polska i Turner Broadcasting System Poland) stał się jednostką jego lokalnego oddziału, TVN Warner Bros. Discovery (TVN WBD). Warszawska siedziba spółki została przeniesiona z ul. Bitwy Warszawskiej do siedziby TVN WBD, Media Business Centre przy ulicy Wiertniczej. Od listopada 2022 Warner Bros. Polska, podobnie jak wszystkie oddziały Warner Bros. poza Stanami Zjednoczonymi, jest kinowym dystrybutorem filmów wytwórni Metro-Goldwyn-Mayer (MGM).

## Lokalne filmy
| Tytuł                            | Data premiery         | Dodatkowe informacje    | Źr.    |
| -------------------------------- | --------------------- | ----------------------- | ------ |
| Operacja Samum                   | 7 maja 1999(dts)      | produkcja i dystrybucja | [ 20 ] |
| Jak się pozbyć cellulitu         | 4 lutego 2011(dts)    | produkcja i dystrybucja | [ 25 ] |
| Inni ludzie                      | 23 września 2021(dts) | tylko dystrybucja       | [ 26 ] |
| Tata                             | 12 września 2022(dts) | tylko dystrybucja       | [ 31 ] |
| Listy do M. Pożegnania i powroty | 7 listopada 2024(dts) | tylko dystrybucja       | [ 32 ] |
| Przepiękne!                      | 7 marca 2025(dts)     | tylko dystrybucja       | [ 33 ] |
| Zapowiedziane                    |                       |                         |        |
| Vinci 2                          | 25 lipca 2025(dts)    | tylko dystrybucja       | [ 34 ] |
| Dom dobry sen zły                | 7 listopada 2025(dts) | tylko dystrybucja       | [ 35 ] |